# Taťána Kuchařová
Taťána Kuchařová (Trnava, Eslovaquia - 23 de Dezembro de 1987) é uma modelo tcheca que venceu o Miss Mundo 2006. 
Ela foi a primeira mulher de seu país a vencer o Miss Mundo, bem como qualquer dos tradicionais concursos de beleza, entre os quais também estão o Miss Universo e o Miss Internacional. 

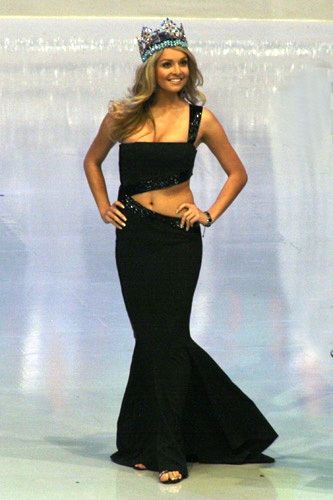
Taťána Kuchařová, de 1,77m de altura e então com 18 anos de idade, foi a primeira Miss Mundo da República Tcheca.

## Biografia
Ainda na infância, aos 10 anos de idade, ela venceu um concurso de beleza infantil em seu país. Logo após ser coroada Miss Mundo, seus pais asseguraram que ela tinha bom coração e gostava muito de viajar, tendo estado no Japão e em Paris no ano anterior. Além de viajar, ela também era apaixonada por música, esportes (gostava de jogar tênis, fazer equitação e patinação no gelo) e animais (em casa, tinha coelhos, gatos, pássaros e até uma tartaruga).  
Em seu Instagram, ela se descreve como: "Miss Mundo 2006, top model, líder caritativa, influenciadora, embaixadora da SDGS-UN e #30under30 2014 da Forbes".
Ela tem duas irmãs mais jovens.

## Participação em concursos de beleza

### Miss República Tcheca
Tatana venceu o Miss República Tcheca 2006, o que lhe deu o direito de ir ao Miss Mundo naquele ano.  

### Miss Mundo
No dia 30 de setembro de 2006, em Varsóvia, na Polónia, Tatana, que tinha então 18 anos de idade, venceu outras 103 candidatas para levar o título de Miss Mundo 2006. 

#### Reinado
Uma semana depois de eleita, ainda cumprindo agenda na Polônia, os jornalistas perguntaram se ela tinha namorado. "Não tenho, já que ainda não encontrei o homem ideal. Aliás, creio que este homem não existe", respondeu. 
Durante seu reinado, ela visitou diversos países, sempre defendendo em seu lema: "seja sempre otimista". 

## Vida após os concursos de beleza

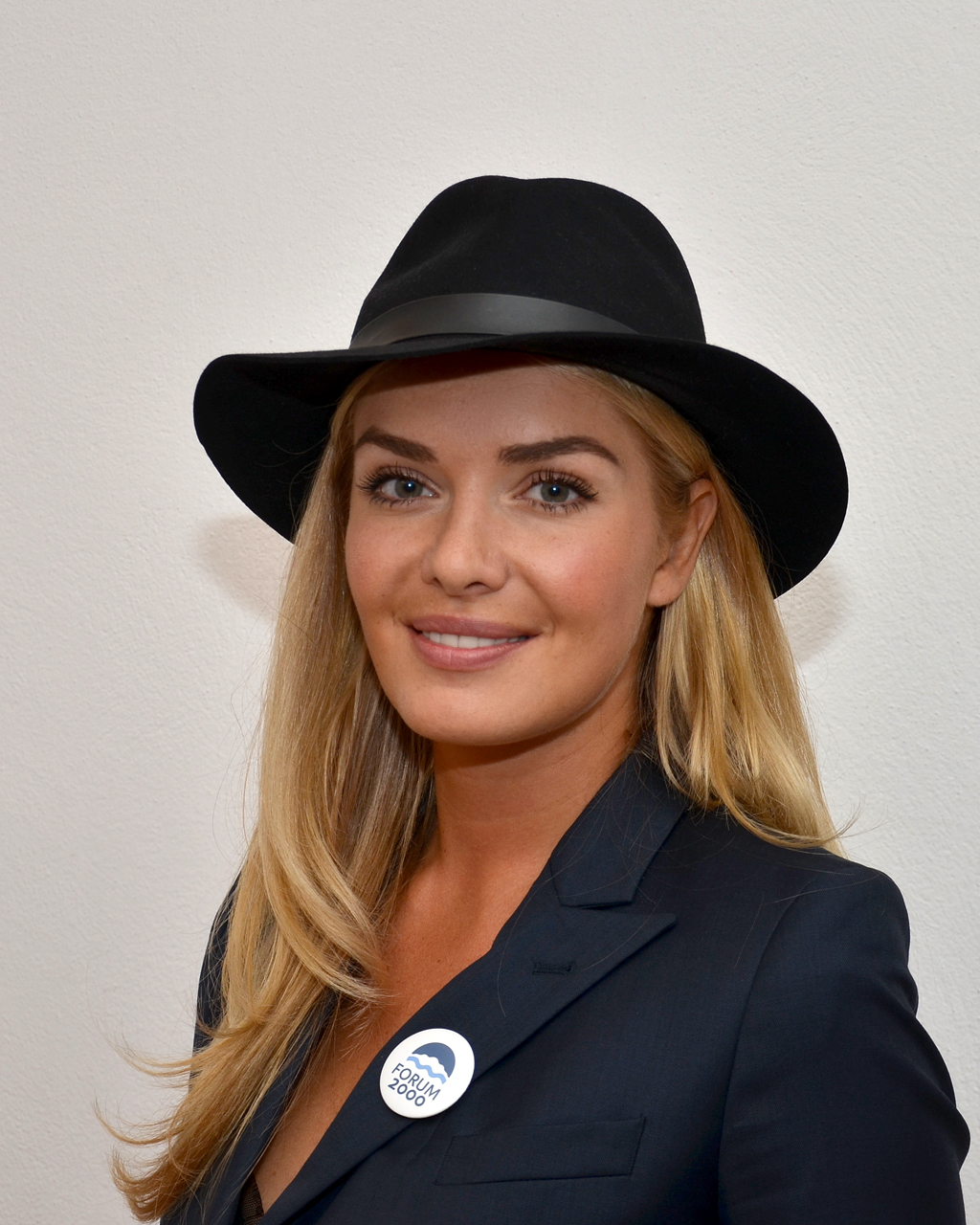
Taťána em 2018

Logo após coroar sua sucessora, ela entrou na Escola Superior de Administração Pública e Relações Internacionais de Praga, pretendendo seguir a carreira de diplomata. À imprensa ela declarou na época que pretendia viver sua vida longe dos holofotes, focada em sua futura carreira na diplomacia, e que trabalhos como modelo seriam esporádicos. No entanto, ela é considerada uma das mais importantes modelos tchecas e trabalha para diversas marcas até hoje.   
Em 2013 ela ficou em 2º lugar no programa StarDance, versão tcheca do Dancing With The Stars. 
Casou-se em julho de 2016 com Ondřej Gregor Brzobohatá, de quem se divorciou em 2022, segundo a imprensa local, porque ele a teria traído. Ele, no entanto, meses depois apenas falou em um "longo relacionamento com problemas".  

### Filantropia
Tatana participa de diversas atividades filantrópicas, tendo em fevereiro de 2020 ainda atendido o Baile Brno, evento para arrecadar fundos para crianças e idosos. Ela mesma mantém uma fundação, a Beauty Help Foundation, voltada para pessoas idosas.  
Em 2020, durante a pandemia de Covid-19, ela ajudou a distribuir alimentos para idosos que estavam confinados em suas residências. 

## Ligações Externas
- Instagram oficial de Tatana
- Website oficial de Tatana
- Artigos sobre Tatana no Moda Cz